# Cyclops64

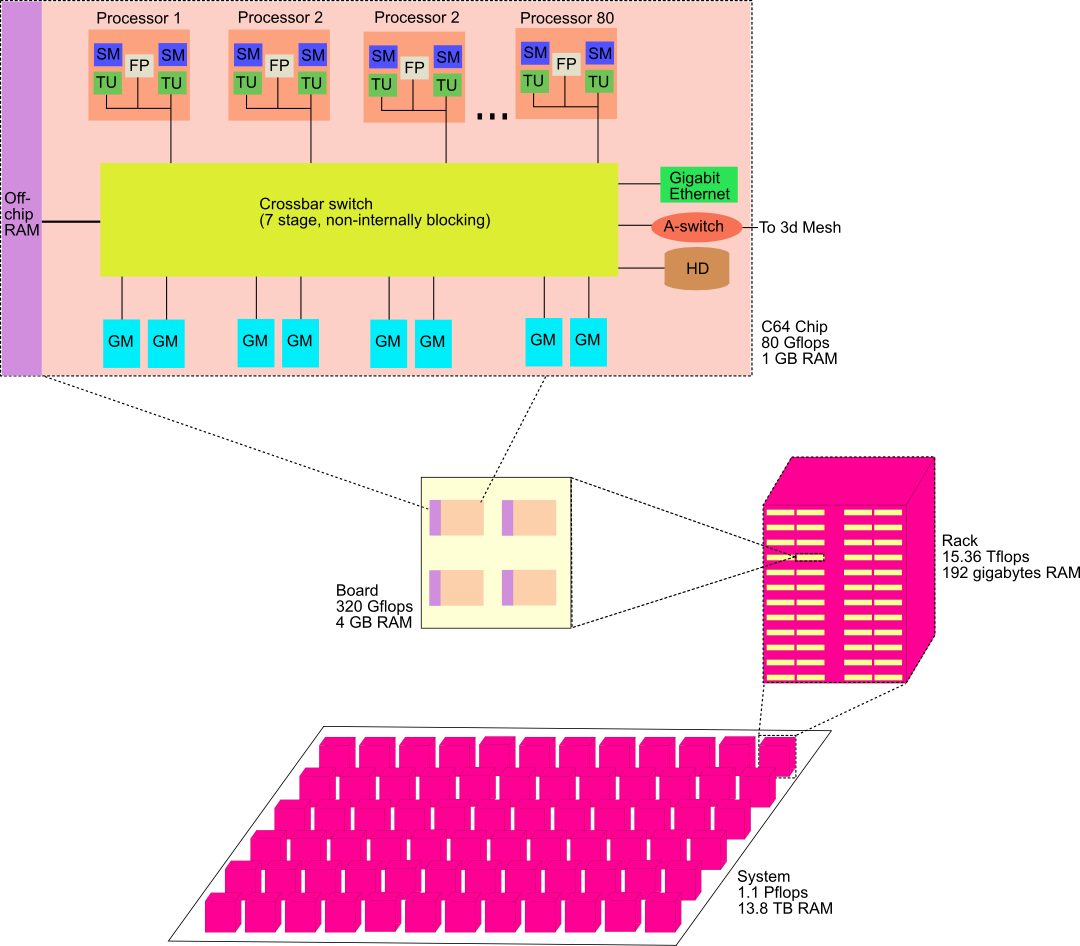
Cyclops64のアーキテクチャ

Cyclops64（以前はBlue Gene/Cと呼ばれていた）はIBMによって開発されているセルベースのアーキテクチャである。Cyclops64プロジェクトでは、世界初の1チップスーパーコンピュータ(supercompuer on a chip)の実現を目標として開発が進められている。

## 歴史
Cyclops64はBlue Geneプロジェクトで開発されているスーパーコンピュータの1つであり、
アメリカ合衆国エネルギー省、アメリカ国防総省、産業界(特にIBM)、大学などの研究機関によって共同で開発されている。

## アーキテクチャ
Cyclops64では、1チップに80個のプロセッサを搭載し、動作周波数は500MHzである。
個々のプロセッサには、2つのスレッドユニットと1つのFPUを搭載している。
1チップ上のプロセッサは96ポート、7ステージのクロスバースイッチで相互に接続されている。
全てのプロセッサはSRAM上の共有メモリを利用することでデータの受け渡しを行う。
Cyclops64の性能の理論上の値は80GFlopsである。システム全体では、13,824個のCyclops64チップ、1,105,920個のプロセッサを搭載し、 2,211,840のスレッドを同時並行で実行できる。

### システム構成
- システム全体は96ラックから構成される
- 1ラックに3つのブロックから構成される
- 1つのブロックには48枚の演算ボードから搭載される
- 1つの演算ボードには1つのチップが搭載される
- 1つのチップには80のプロセッサが搭載される
- 1つのプロセッサは2個のスレッドを同時実行できる

## ソフトウェア
Cyclops64は、性能を最大限に引き出せるように、ハードウェアの多くの部分をプログラマに公開している。
しかし、本当に効率の良いプログラムを作成するのは容易ではない。
Cyclops64は、TiNy ThreadとPOSIX Threadをサポートする。